# グレッグ・ンウォコロ
グレゴリー・ジュニア・ンウォコロ（Gregory Junior Nwokolo、1986年1月3日 - ）は、ナイジェリア出身でインドネシアに帰化したサッカー選手。元インドネシア代表。ポジションはFW、MF。

## 来歴

### クラブ歴
2003年にSリーグのタンピネス・ローバースFCで選手となった。翌年、インドネシアのスリウィジャヤFCに移籍したものの、その後ヤング・ライオンズに移籍しSリーグに復帰した。2006年にはシンガポール・アームド・フォーシズFCに加入した。
同年PSISスマランに移籍しインドネシアに再び渡り、PSMSメダンに移籍。2007年はプルシス・ソロに移籍し14得点、この活躍によってプルシジャ・ジャカルタへと移籍した。2009年夏には欧州での活路を探し、ポルトガルのSCオリャネンセに移籍したものの翌年夏に契約解除となり、再びプルシジャ・ジャカルタに加入した。2011-12シーズンはプリタ・ジャヤにサフィー・サリ、アレクサンダー・バジェフスキーと共に加入した。その後、アレマ・インドネシアFCに所属した。2014年12月5日にはプルシジャ・ジャカルタに三度加入する事となった。
2014年4月15日のプルシプラ・ジャヤプラ対プルセバヤ・スラバヤ戦の後には、代表で始まった個人的なトラブルからジャクセン・フェレイラ・ティアゴと喧嘩になったが、この場は警察によって宥められた。

### 代表歴
ナイジェリア代表としてはユース年代を含めても全く代表出場歴がなかった。
2010年初頭には彼がじきにインドネシア代表としてプレーするのではないかとの噂が流れたが、本人はこれを肯定も否定もしなかった。2011年8月にはインドネシアサッカー協会が彼のインドネシアへの帰化を承認する事を発表し、同国籍を2011年10月10日に受け取った。インドネシア代表初出場となったのは2013年3月23日のAFCアジアカップ2015予選、サウジアラビア代表戦であった。

## 個人成績
| インドネシア代表 | インドネシア代表 | インドネシア代表 |
| 年               | 出場             | 得点             |
| ---------------- | ---------------- | ---------------- |
| 2013             | 4                | 1                |
| 2014             | 2                | 0                |
| 2019             | 2                | 1                |
| 計               | 8                | 2                |

代表での得点一覧
| # | 日附          | 場所                                   | 対戦相手   | 得点 | 結果 | 大会     |
| - | ------------- | -------------------------------------- | ---------- | ---- | ---- | -------- |
| 1 | 2013年8月14日 | スラカルタ・マナハン・スタジアム       | フィリピン | 1-0  | 2-0  | 親善試合 |
| 2 | 2019年3月25日 | マンダレー・マンダラーティエリー競技場 | ミャンマー | 1-0  | 2-0  | 親善試合 |

## タイトル
タンピネス・ローバース
- Sリーグ: 2004
- シンガポール・カップ: 2004